# Budapest Open Access Initiative
Het Budapest Open Access Initiative (BOAI) is een publieke principeverklaring met betrekking tot open access (onbelemmerde toegang) tot de wetenschappelijke onderzoeksliteratuur. De BOAI verklaring, opgesteld tijdens een bijeenkomst in Boedapest in december 2001, is op 14 februari 2002 gepubliceerd. De bijeenkomst was geïnstigeerd door het Open Society Institute om open access – op dat moment nog 'Free Online Scholarship' genoemd – te promoten en bevorderen. Deze bijeenkomst van een kleine groep in wetenschappelijke communicatie geïnteresseerde personen wordt breed gezien als een belangrijk startpunt van de open access beweging. Ter gelegenheid van de 10de verjaardag van het initiatief in 2012 werd de principeverklaring herbevestigd en een stel concrete aanbevelingen toegevoegd om binnen een decennium het 'nieuwe doel' te bereiken waarbij open access de geaccepteerde standaard zal zijn voor het publiceren en verspreiden van nieuwe, 'peer-reviewed' wetenschappelijke literatuur, in elke discipline, en in elk land.

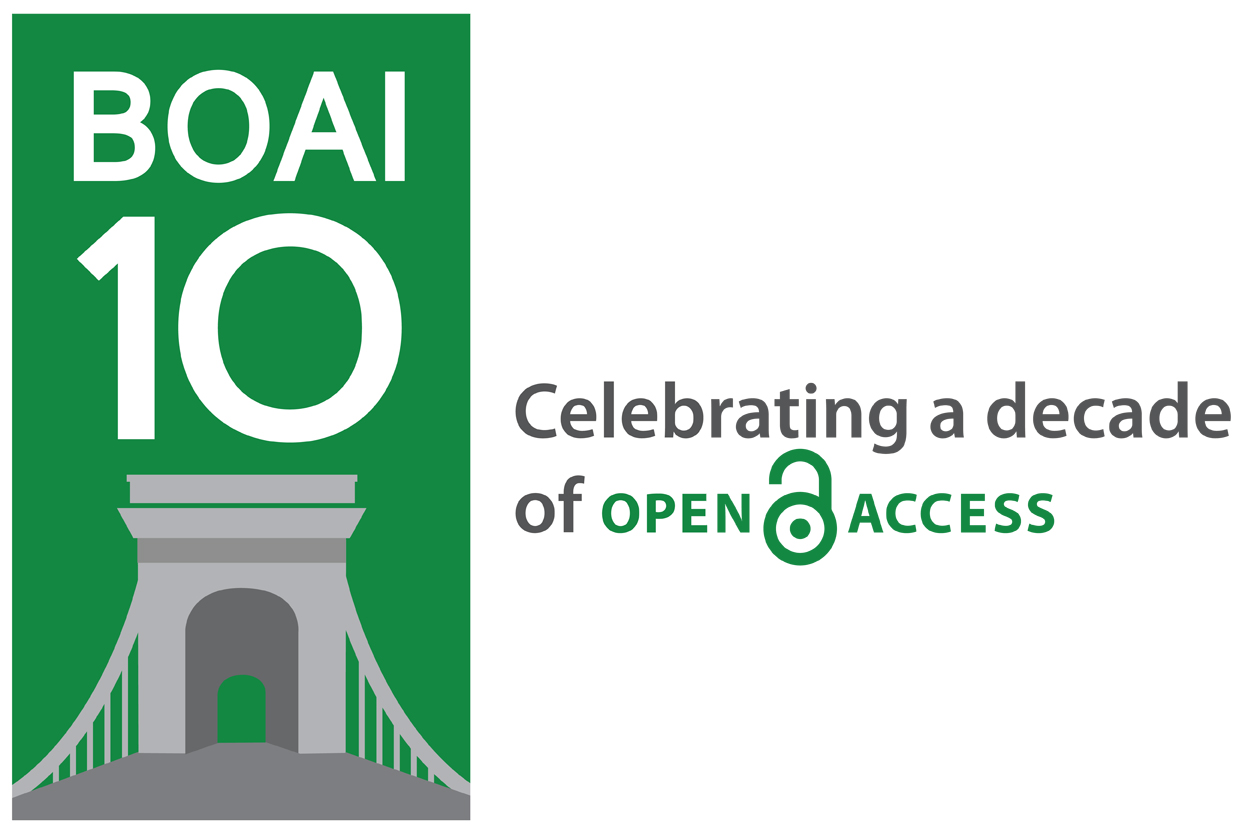
logo 10 jaar Budapest Open Access Initiative, met de Kettingbrug in Boedapest

## De definitie van open access
In de principeverklaring is ook een definitie opgenomen van open access; een definitie die als een van de meest gebruikte definities van open access kan worden aangemerkt:
Met "open access" tot deze literatuur bedoelen we haar gratis beschikbaarheid via het internet, waarbij het wie dan ook is toegestaan om de volledige tekst van die literatuur te lezen, downloaden, kopiëren, verspreiden, drukken, doorzoeken, of er verwijzingen naar te maken (linken), en voorts de tekst te indexeren, gegevens eruit te halen of eraan te ontlenen voor gebruik door software, en te gebruiken voor welk wettig doel dan ook, zonder belemmeringen van financiële, legale, of technische aard anders dan degene die onlosmakelijk zijn verbonden aan het verkrijgen van toegang tot het internet zelf. De enige conditie waaraan moet worden voldaan, en de enige rol voor het auteursrecht in dit verband, dient te zijn dat auteurs de controle wordt gegeven over de integriteit van hun werk en het recht om te worden erkend en geciteerd volgens de normen die gelden in de wetenschap. (De oorspronkelijke tekst, in het Engels, is te vinden in de BOAI verklaring)

## Ondertekening
Nadat het initiatief was ondertekend door de 16 oorspronkelijke deelnemers aan de bijeenkomst in Boedapest, en gepubliceerd, is het opengesteld voor verdere ondertekening door anderen, al dan niet in een persoonlijke capaciteit of namens een organisatie.